# مرسوم عائلي (مسلسل)
مرسوم عائلي هو مسلسل سوري كوميدي بطولة الفنان أيمن زيدان (الاب مسعود الحفيانة) الذي يعمل محاميا و سلمى المصري (الام لمى خريوش) التي دائما ما تختلف مع شكران مرتجى (العمة ميساء الحفيانة) و التي تبحث عن عريس ونضال سيجري (الخال مجيد خريوش) والذي يتسبب في المشاكل لمسعود الحفيانة.
و الأبناء شيروان حاجي (علاء الابن الأكبر و القصير) والذي يحاول جذب الفتيات لكنه لا ينجح بسبب قصره اما أحمد علي (حسن الابن الاصغر و الطويل) و الذي يجذب نظر الفتيات بسبب طوله اما لمى حكيم (رولا الابنة الصغرى) و التي تهتم بأمور الطبيعة و الابنة الاخيرة فداء كبرة (لينا الابنة الكبرة) و المعجبة بخالها و بشهامته
و مع اشتراك الفنانة القديرة سامية الجزائري (ام رشيد) الثرثارة و الفنان القدير حسام تحسين بيك (اب رشيد) الذي يحاول ان يطلق زوجته و مع الفنان أدهم مرشد (رشيد)
المعجب برولا.

## بث المسلسل
| الدولة   | القناة         | التاريخ        |
| -------- | -------------- | -------------- |
| الإمارات | تلفزيون دبي    | 26 أبريل 2010  |
| سوريا    | تلفزيون الدنيا | 13 سبتمبر 2010 |
| لبنان    | تلفزيون الجديد | يونيو 2013     |

## روابط خارجية
- مرسوم عائلي على موقع قاعدة بيانات الأفلام العربية